# Снежинский физико-технический институт
Снежинский физико-технический институт (с 2001 года — академия) — федеральное государственное образовательное учреждение высшего образования. Единственный вуз в Снежинске (бывший Челябинск-70). Входит в состав федерального государственного автономного образовательного учреждения высшего образования «Национальный исследовательский ядерный университет «МИФИ» (СФТИ НИЯУ МИФИ).

## История
В 1958 году был организован филиал Московского инженерно-физического института (МИФИ), для подготовки высококвалифицированных инженерных кадров для РФЯЦ ВНИИТФ.
В 2001 году был создан Снежинский государственный физико-технический институт, который в 2002 году получил статус «академии».
18 декабря 2009 года Снежинская государственная физико-техническая академия была реорганизована путём присоединения к НИЯУ МИФИ.
В структуру СФТИ НИЯУ МИФИ входит 7 выпускающих и 6  общеобразовательных кафедр, аспирантура и политехнический колледж.
В СФТИ НИЯУ МИФИ ведется образовательная деятельность по 19 программам ВПО, 7 программам СПО, 3 программам дополнительного и 4 программам послевузовского образования, по очной, очно-заочной (вечерней) и заочной формам обучения по следующим профильным направлениям подготовки кадров:
- ядерно-физическое;
- ядерно-инжиниринговое;
- высокие технологии;
- управление и экономика;
- современные информационные технологии;
- экономическая безопасность.

После реорганизации официальное наименование института на русском языке: Снежинский физико-технический институт — филиал Федерального государственного бюджетного образовательного учреждения высшего профессионального образования «Национальный исследовательский ядерный университет «МИФИ».